# (2382) Nonie
(2382) Nonie es un asteroide perteneciente al cinturón de asteroides, descubierto el 13 de abril de 1977 por el equipo del Observatorio Perth desde el Observatorio Perth, Bickley, Australia.

## Designación y nombre
Designado provisionalmente como 1977 GA. Fue nombrado Nonie en homenaje a “Nonie” hija de Peter Jekabsons miembro del equipo del observatorio.